# Michael Seifert
Michael Seifert (16 de março de 1924 - 6 de novembro de 2010) foi um militar italiano, membro da Schutzstaffel durante a Segunda Guerra Mundial.